# Ӓ
Ӓ, ӓ (cursiva Ӓ ӓ) es una letra del alfabeto cirílico usada en los idiomas janti, sami kildin y mari. Esta letra fue también usada una vez en el idioma gagauz.

## Uso
En los idiomas mari y gagauz, esta letra representa la vocal casi abierta anterior no redondeada, /æ/.
En sami kildin esta letra representa la vocal abierta posterior no redondeada /a/.
En janti esta letra representa la vocal casi abierta central /ɐ/.

## Códigos informáticos
| Carácter      | Ӓ                                       | Ӓ                                       | ӓ                                       | ӓ                                       |
| ------------- | --------------------------------------- | --------------------------------------- | --------------------------------------- | --------------------------------------- |
| Unicode       | LETRA MAYÚSCULA CIRÍLICA A CON DIÉRESIS | LETRA MAYÚSCULA CIRÍLICA A CON DIÉRESIS | LETRA MINÚSCULA CIRÍLICA A CON DIÉRESIS | LETRA MINÚSCULA CIRÍLICA A CON DIÉRESIS |
| Codificación  | decimal                                 | hex                                     | decimal                                 | hex                                     |
| Unicode       | 1234                                    | U+04D2                                  | 1235                                    | U+04D3                                  |
| UTF-8         | 211 146                                 | D3 92                                   | 211 147                                 | D3 93                                   |
| Ref. numérica | &#1234;                                 | &#x4D2;                                 | &#1235;                                 | &#x4D3;                                 |

- Datos: Q425194
- Multimedia: Ӓ / Q425194